# Asakazu Nakai
Asakazu Nakai (jap. 中井 朝一, Nakai Asakazu; * 29. August 1901 in Kobe; † 28. Februar 1988) war ein japanischer Kameramann.

## Leben
Asakazu Nakai begann seine Laufbahn als Kameramann 1933 und wirkte bis einschließlich 1986 an 91 Produktionen mit.
Mit dem Regisseur  Akira Kurosawa verband ihn eine Jahrzehnte andauernde Zusammenarbeit. 
1951 wurde er mit dem japanischen Filmpreis Blue Ribbon Award ausgezeichnet.
Für Kurosawas Spätwerk Ran wurde er gemeinsam mit Masaharu Ueda und Takao Saitō 1986 für den Oscar in der Kategorie Beste Kamera nominiert.

## Filmografie (Auswahl)
- 1947: Ein wunderschöner Sonntag (Subarashiki Nichiyōbi)
- 1949: Ein streunender Hund (Nora Inu)
- 1952: Einmal wirklich leben (Ikiru)
- 1954: Die sieben Samurai (Shichinin no samurai)
- 1957: Das Schloss im Spinnwebwald (Kumonosu-jō)
- 1963: Zwischen Himmel und Hölle (Tengoku to jigoku)
- 1964: Die Frauen sind an allem schuld (Les plus belles escroqueries du monde)
- 1965: Rotbart (Akahige)
- 1975: Uzala, der Kirgise (Dersu Usala)
- 1985: Ran